# Hongguantun
Hongguantun (kinesiska: 洪官屯乡, 洪官屯) är en socken i Kina. Den ligger i provinsen Shandong, i den östra delen av landet, omkring 92 kilometer väster om provinshuvudstaden Jinan. Antalet invånare är 21 859. Befolkningen består av 10 714 kvinnor och 11 145 män. Barn under 15 år utgör 16,0 %, vuxna 15-64 år 74 %, och äldre över 65 år 9,0 %.
Genomsnittlig årsnederbörd är 800 millimeter. Den regnigaste månaden är juli, med i genomsnitt 287 mm nederbörd, och den torraste är januari, med 5 mm nederbörd.